# Pyrgacris descampsi
Pyrgacris descampsi är en insektsart som beskrevs av Kevan, D.K.M. 1976. Pyrgacris descampsi ingår i släktet Pyrgacris och familjen Pyrgacrididae. Inga underarter finns listade i Catalogue of Life.